# Hosshalli (Ej), Sindhnur
Hosshalli (Ej) là một làng thuộc tehsil Sindhnur, huyện Raichur, bang Karnataka, Ấn Độ.